# Richardson (Texas)
Richardson város az USA Texas államában, Collin és Dallas megyében. Lakosainak száma 119 469 fő (2020. április 1.).

## Népesség
A település népességének változása:

| 2010 | 99 223  |
| 2020 | 119 469 |